# 필 존스
필립 앤서니 존스(영어: Philip Anthony Jones, 1992년 2월 21일 ~ )은 잉글랜드의 전 축구 선수였다. 선수 시절 포지션은 센터백이고, 맨체스터 유나이티드에 입단하기 전에 블랙번 로버스의 유소년과 성인 팀에서 뛰었다.

## 클럽 경력

### 블랙번 로버스
존스는 프레스턴에서 태어났고, 2002년 블랙번 로버스의 유소년 팀에 입단했다. 이후 2009-10 시즌을 앞두고 블랙번과 2년 프로 계약을 맺은 후 성인 팀 소속으로 뛰기 시작했다. 그리고 28번 등번호를 받았다. 그는 2009년 9월 22일 노팅엄 포리스트와의 리그 컵 경기에서 데뷔전을 치렀고, 이 경기는 블랙번이 1-0으로 승리를 거두었다. 2010년 3월 21일에는 프리미어리그 데뷔전을 치렀는데, 홈인 이우드 파크에서 첼시를 만나 1-1 무승부를 기록하였다. 2010년 5월 4일, 존스는 블랙번 로버스와 새로운 5년 계약을 체결했다. 프리미어리그 2010-11 시즌 초에 존스는 수비형 미드필더로 뛰었고, 주전으로 자리를 잡았으나 2010년 12월 웨스트 햄 유나이티드 전에서 당한 무릎 부상으로 약 5개월 동안 경기를 뛰지 못할 것이라 예상했다.

### 맨체스터 유나이티드
2010-11 시즌이 끝난 후 맨체스터 유나이티드가 존스와의 계약에 관심이 있었다. 블랙번 로버스와 맨체스터 유나이티드 간의 이적료 협상에서 블랙번은 이적 허용 조항인 1600만 파운드를 요구했다.
이때 존스는 잉글랜드 대표로 2011 UEFA 유러피언 U-21 축구 선수권 대회에 참가하기 위해 덴마크로 떠난 상태였다.
2011년 6월 13일, 맨체스터 유나이티드는 존스와의 국가대표 소집이 끝난 후에 계약을 할 예정이라고 발표했다. 맨체스터 유나이티드는 필 존스의 이적료로 1600만 파운드(약 270억 원)를 지불하려했지만. 블랙번이 갑자기 거절하여 맨유는 100억가까이되는 돈을 더지불하여 총 350억의 이적료로 존스를 영업하였다. 존스는 그 후 이적하였고 맨체스터의 주전 센터백 비디치와 리오 퍼디난드의 부상으로 주전으로 자리 잡기 시작했고, 풀백과 중앙 미드필더 등 수비의 모든 위치를 가리지 않고 뛸 수 있다. 등번호는 과거 하그리브스가 썼던 4번을 받았으며, 맨유에서 4시즌 동안 128경기를 출전하였다. 그리고, 필 존스는 2015년 6월 30일. 맨유와 2019년 7월까지 재계약을 맺었다.
하지만, 부상과 부진이 그의 발목을 잡았고, 텐 하흐 체제에서는 경기 출전도 없었다. 결국 2022-23 시즌을 끝으로 맨유와 결별하였다.
FA로 풀린 이후 친정팀 블랙번 이적설이 있었지만 제대로 된 몸 상태를 만들지 못했고, 결국 1년 동안 맨유 유소년 아카데미에서 코치 연수를 받은 이후 2024년 8월 17일 32세의 나이로 공식적으로 은퇴를 선언했다. 후에 코치와 감독으로 새로운 축구 인생을 시작하는 것이 목표라는 이야기를 남겼다.

## 지도자 경력
맨유에서 FA로 풀려난 이후 2023년 9월 26일 선수로서 새로운 소속팀에 입단하지 않고, 맨유에 남아 지도자 과정을 위한 준비를 한다고 한다. "새로운 여정의 시작이다."라고 인터뷰를 한 것을 보면 사실상 은퇴를 선언한 것이나 다름 없어 보인다. 맨유에서 함께 수비진을 구축한 조니 에반스가 맨유에 복귀하여 부진하던 팀을 캐리하며 번리전 승리에 공헌한 것에 비하면, 팀의 후배이자 4살이나 아래인 필 존스의 현재가 다소 씁쓸함을 남기는 것은 지울 수 없다.
그리고 2024년 8월 17일 공식적으로 은퇴를 선언하고 본격적으로 지도자 과정을 준비하기 시작했다.

## 국가대표 경력
존스는 2009년 11월 17일 터키 U-19와의 경기에서 잉글랜드 U-19 대표팀 데뷔전을 치렀고, 경기는 3-1로 승리했다.
2010년 8월 4일, 존스는 잉글랜드 U-21 대표에 차출되었다. 8월 10일, 우즈베키스탄과의 경기에서 선발로 첫 출전하였고, 46분 마틴 켈리와 교체될 때까지 뛰었다.

## 기록

### 클럽
2022년 5월 2일 기준
| 클럽                | 시즌    | 리그 | 리그 | FA 컵 | FA 컵 | 리그 컵 | 리그 컵 | 대륙 대회 | 대륙 대회 | 통산 | 통산 |
| 클럽                | 시즌    | 출장 | 득점 | 출장  | 득점  | 출장    | 득점    | 출장      | 득점      | 출장 | 득점 |
| ------------------- | ------- | ---- | ---- | ----- | ----- | ------- | ------- | --------- | --------- | ---- | ---- |
| 블랙번 로버스       | 2009-10 | 9    | 0    | 1     | 0     | 2       | 0       | —         | —         | 12   | 0    |
| 블랙번 로버스       | 2010-11 | 26   | 0    | 0     | 0     | 2       | 0       | —         | —         | 28   | 0    |
| 맨체스터 유나이티드 | 2011-12 | 29   | 1    | 1     | 0     | 1       | 0       | 9         | 1         | 41   | 2    |
| 맨체스터 유나이티드 | 2012-13 | 17   | 0    | 4     | 0     | 0       | 0       | 3         | 0         | 24   | 0    |
| 맨체스터 유나이티드 | 2013-14 | 26   | 1    | 0     | 0     | 4       | 1       | 8         | 1         | 39   | 3    |
| 맨체스터 유나이티드 | 2014-15 | 22   | 0    | 2     | 0     | 0       | 0       | —         | —         | 24   | 0    |
| 맨체스터 유나이티드 | 2015-16 | 10   | 0    | 0     | 0     | 1       | 0       | 2         | 0         | 13   | 0    |
| 맨체스터 유나이티드 | 2016-17 | 18   | 0    | 2     | 0     | 3       | 0       | 3         | 0         | 26   | 0    |
| 맨체스터 유나이티드 | 2017-18 | 23   | 0    | 2     | 0     | 0       | 0       | 0         | 0         | 25   | 0    |
| 맨체스터 유나이티드 | 2018-19 | 18   | 0    | 2     | 0     | 1       | 0       | 3         | 0         | 24   | 0    |
| 맨체스터 유나이티드 | 2019-20 | 2    | 0    | 1     | 1     | 2       | 0       | 3         | 0         | 8    | 1    |
| 맨체스터 유나이티드 | 2020-21 | 0    | 0    | 0     | 0     | 0       | 0       | 0         | 0         | 0    | 0    |
| 맨체스터 유나이티드 | 2021-22 | 4    | 0    | 1     | 0     | 0       | 0       | 0         | 0         | 5    | 0    |
| 맨체스터 유나이티드 | 2022-23 | 0    | 0    | 0     | 0     | 0       | 0       | 0         | 0         | 0    | 0    |
| 통산                | —       | 204  | 2    | 16    | 1     | 16      | 1       | 31        | 2         | 269  | 6    |